# Ravna Romanija
Ravna Romanija (cyr. Равна Романија) – wieś w Bośni i Hercegowinie, w Republice Serbskiej, w mieście Sarajewo Wschodnie, w gminie Sokolac. W 2013 roku liczyła 237 mieszkańców.